# Matyjowce (gmina)
Matyjowce – dawna gmina wiejska w powiecie kołomyjskim województwa stanisławowskiego II Rzeczypospolitej. Siedzibą gminy były Matyjowce.
Gminę utworzono 1 sierpnia 1934 r. w ramach reformy na podstawie ustawy scaleniowej z dotychczasowych gmin wiejskich: Debesławce, Kropiwiszcze, Matyjowce, Nazurna, Pererów, Siemakowce, Trościanka, Załucze nad Prutem i Zamulińce.
Po II wojnie światowej obszar gminy znalazł się w ZSRR.